# Roberto Loyola
Roberto Loyola (* 1937 in Rom; † 2000 in Viterbo) war ein italienischer Maler, Filmproduzent und -regisseur.
Loyola betätigte sich ab Ende der 1960er Jahre einige Male als Filmproduzent und inszenierte nach einem unveröffentlicht gebliebenen Film aus dem Jahr 1970 drei Jahre später als John A. Shadow einen Decamerone-Nachfolger. Mit seinem letzten Film, Cane arrabiati, ging Loyola bankrott, wandte sich Mitte der 1970er Jahre der Malerei zu und wurde einer der Vertreter der Scuola di Piazza del Popolo. Dabei schuf er Pop-Art-Bilder, die die Tradition der US-amerikanischen Kultur der 1960er Jahre mit der italienischen der Vorkriegszeit verband.

## Filmografie (Auswahl)
- 1972: Die rote Sonne der Rache (La banda J.S.: cronaca criminale del Far West)
- 1973: Canterbury n. 2 – nuove storie d'amore del '300